# Tenisheva Patera
La Tenisheva Patera è una struttura geologica della superficie di Venere.